# Деряжний Петро Федорович
Петро́ Фе́дорович Деря́жний  — український бандурист, композитор, диригент і громадський діяч. Знавець харківського способу гри на бандурі. Учень Петра Деряжного: Віктор Мішалов.

## Біографія
Петро Деряжний народився 2 липня 1946 р. у місті Калдені, Німеччина. 1950 р. разом із батьками Федором і Марією та сестрою Лідією емігрував до Австралії. 1966 р. оселився в Сіднеї.
Грі на бандурі почав навчати його батько Федір Деряжний. З липня 1968 р. навчався у Григорія Бажула, учня розробника харківського способу гри на бандурі Гната Хоткевича.
Закінчив інженерські студії в Сіднейському Політехнічмону Інституті, а також вокальні студії в Сіднейській Консерваторії. Диригентуру вивчав у Володимира Колесника в Канаді.
1971 р. Деряжний став художнім керівником Ансамблю бандуристів ім. Г. Хоткевича та Школи гри на бандурі в Сіднеї. 1974 р. записав платівку «Кобза і пісня». У 1982—1986 рр. диригент сіднейського хору «Боян», а з 1984 р. — Українського народного ансамблю ім. Володимира Івасюка в Сіднеї. У 1980—1983 рр. працював культурно-освітнім референтом СУОА.

## Ансамбль бандуристів ім.Г.Хоткевича

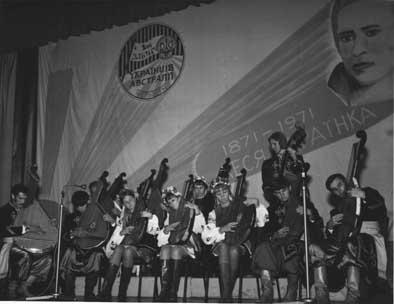
Ансамбль бандуристів ім. Г. Хоткевича в Мельбурні 1971

1969 р. Петро Деряжний написав свої перші композиції для бандури «Край Козацький» (на слова Тараса Шевченка) і «Слава отаману». 1971 р. став художнім керівником Ансамблю бандуристів ім. Г. Хоткевича в Сіднеї.
Ансамбль під керівництвом П. Деряжного, який мав у доробку понад 200 концертів, виступав перед українськими та австралійськими глядачами в Сіднеї, Мельборні, Перті, Аделяїді, Ньюкастлі, Брисбені, Джілонґу та інших містах Австралії.

## Гастролі
- Австралія (East Coast) (1970–1972) with Khotkevych Bandurist Ensemble of Sydney
- Австралія1978-79) with quartet of bandurists
- Північна Америка (1984–1985) solo — Edmonton, Winnipeg, Toronto, Montreal, NY, Washington
- Італія (1985) solo — Рим
- Україна (2008) разом з дружиною — Київ, Рівне, Харків

## Композиції

### Пісні та хорові твори
- Край козаций (1969) — сл. В. Масляк
- Слава Отаману (1969) — сл невідомого автора
- Гамалія (1969)- сл. Т. Шевченка
- Заспіваю (1970) — сл. Т. Шевченка
- Ночували гайдамаки (1970) — сл. Т. Шевченка
- Надія(1971) — сл Леся Українка
- Генералові Чупринці (1971) — сл. — Марко Боєслав
- Дума про Петлюру — сл. кобзар Іван Кучугура-Кучеренко
- Кобза і пісня (1978)(Bandura and song)- сл. А. Юриняк
- Прапор України (1978) — сл. Іван Данилчук
- Пісне, пісне (1978) — сл. Зоя Когут
- Очі сині — сл. П. Вакуленко
- За селом (1982) — сл. Божена Коваленко
- Клени, мою клени (1986) сл. Світлана Кузменко та Стефанія Гурко
- Про матір — сл. Іван Смал-Стоцький
- Гомін з Чигирину (1987) — сл. М. Ч.
- Прощання1987) — сл. Божена Коваленко
- Зажурилася смерека (1987 — поема про В. Івасюка
- Молитва Україні (1998) — сл. Тетяна Домашенко
- Лелеки (1998) — сл. Василь Онуфрієнко
- Пісня про Сагайдачного (1998) — сл. Василь Онуфрієнко
- Мгутні володарці (1999) — сл. Л. Саракула
- Балада про орла (1999) — сл. Тетяна Волошко
- Чумацький шлях (2000) — сл. Калав Рошко
- Бандурі(2008) сл. Любов Забашта
- Пісня про Отамана Зеленого (2009) — сл. Микола Щербак

### Духовна музика
- Літургія (1982)
- Перший антифон — Bless the Lord, Oh my soul (1983)
- Отче наш (1984)
- The Small Litany No.1, 2, 3 (1985–1986)
- The Great Eucharistic Prayer (1986)
- Тропар Св. Володимореві1988) Присвячена 1000 ліття християнства в Україні
- Достойно є (1988)
- Отця і Сина (1996)
- The Holy Communion Hymn — (1986)
- Другий антифон Only Begotten Son (1997) Присвячено батькам
- Третій антифон — The Beatitudes (1997)
- Small Litany for the Catechumens (1998)
- Придіте поклонімось (1998)
- The Thrice-Holy Hymn — Sviatiy Bozhe (1998)
- Алилуя, слава тобі Господи (1998)
- Вірую (1998)
- Відпуст (1999)
- We have seen the True Light (2000)
- Отче наш (2001) in memory of victims of 11th Sept. 2001 attack on NY
- The Annunciation (1999)
- З нами Бог (2005)

## Записи
- «Bandura and Song» у виконанні квартета бандуристів і гітариста Віктора Маршалла. Продюсер Петро Ілик.
- «Songs of Volodymyr Ivasiuk» у виконанні народного Ансамблю ім. В. Івасюка в супроводі ансамблю бандуристів ім. Г. Хоткевича та Віктора Буряка (фортепіано).

## Церковні твори
- The Plain-chant Liturgy for SATB
- The Complex Concert Liturgy for SATB
- The High Mass — Archiyereska Liturhia
- Liturgy for Palm Sunday
- Liturgy for Baptism of our Lord
- Liturgy for Pentecost
- Liturgy for Nativity of Our Lord
- Liturgy for the Ascension of our Lord
- Liturgy for the Transfiguration of our Lord
- Liturgy for the Showing of the Holy Cross
- Liturgy for Easter All-night Vigil
- Liturgy for the Resurrection of our Lord (Easter Matins)
- Liturgy for the Pre-Sanctified Gifts
- Evening vespers for Good Friday
- Evening vespers for Great Saturday
- Evening vespers for Palm Sunday
- Evening vespers for the Feast of the Holy intercession
- Evening vespers for Nativity of our Lord
- The Rite of Holy Matrimony
- The Order for the Burial of a Lay Person
- The Requiem Service — Panakhida
- The Requiem Service for Bright Week
- Troparion and Prokimen for The Great Lent
- The Basic Moleben
- Moleben to the Theotokos
- The Order for the Blessing of a New Cross
- The Order for the Blessing of a New Building

## Нагороди
- Медаль Т. Шевченка (бронз) — за вклад у розвитку та популяризації Української музики в Австралії
- Медаль Т. Шевченка (золото) — за вклад у розвитку та популяризації Української музики в Діаспорі
- Козацький хрест Слави (бронз) — за послуги українській громаді
- Козацький хрест Слави (срібло) — за послуги українській громаді
- Козацький хрест Слави (золото) — за послуги українській громаді
- Козацький хрест Слави (золото) — другий ступінь — за послуги українській громаді
- Медаль СУОА (срібло) — for service to the community in the arts
- Медаль СУОА (золото) — for service to the community in the arts
- Грамота  — Рівне, Україна — за послуги кобзарстві в діаспорі.